# Bulgária az 1936. évi téli olimpiai játékokon
Bulgária a németországi Garmisch-Partenkirchenben megrendezett 1936. évi téli olimpiai játékok egyik részt vevő nemzete volt. Az országot az olimpián 2 sportágban 7 sportoló képviselte, akik érmet nem szereztek. Bulgária először vett részt a téli olimpiai játékokon.

## Alpesisí
Férfi
| Versenyző          | Versenyszám | Lesiklás | Lesiklás | Lesiklás | Műlesiklás | Műlesiklás | Műlesiklás | Műlesiklás | Műlesiklás | Műlesiklás | Műlesiklás | Összesítés | Összesítés |
| Versenyző          | Versenyszám | Lesiklás | Lesiklás | Lesiklás | 1. futam   | 1. futam   | 2. futam   | 2. futam   | Össz.      | Össz.      | Össz.      | Összesítés | Összesítés |
| Versenyző          | Versenyszám | Idő      | Pont     | Hely.    | Idő        | Hely.      | Idő        | Hely.      | Idő        | Pont       | Hely.      | Pont       | Helyezés   |
| ------------------ | ----------- | -------- | -------- | -------- | ---------- | ---------- | ---------- | ---------- | ---------- | ---------- | ---------- | ---------- | ---------- |
| Bojan Dimitrov     | Összetett   | kizárták | kizárták | kizárták | kiesett    | kiesett    | kiesett    | kiesett    | kiesett    | kiesett    | kiesett    | kiesett    | kiesett    |
| Boriszlav Jordanov | Összetett   | 6:06,4   | 78,44    | 30.      | 2:06,1     | 42.        | kizárták   | kizárták   | kiesett    | kiesett    | kiesett    | kiesett    | kiesett    |
| Aszen Cankov       | Összetett   | 10:53,2  | 44,00    | 53.      | 2:13,5     | 45.        | kizárták   | kizárták   | kiesett    | kiesett    | kiesett    | kiesett    | kiesett    |

## Sífutás
| Versenyző                                                  | Versenyszám     | Eredmény | Helyezés |
| ---------------------------------------------------------- | --------------- | -------- | -------- |
| Ivan Angelakov                                             | 18 km           | 1:41:44  | 66.      |
| Dimitar Kosztov                                            | 18 km           | 1:42:22  | 68.      |
| Hriszto Kocsov                                             | 18 km           | 1:32:30  | 53.      |
| Racso Zsekov                                               | 18 km           | 1:43:11  | 70.      |
| Hriszto Kocsov Ivan Angelakov Dimitar Kosztov Racso Zsekov | 4 × 10 km váltó | 3:29:39  | 15.      |